# Max-Hellmuth Ostermann
Max-Hellmuth Ostermann (* 11. Dezember 1917 in Hamburg, Deutschland; † 9. August 1942 westlich von Amossowo, Russland) war ein deutscher Luftwaffenoffizier und Jagdflieger im Zweiten Weltkrieg.

## Leben
Ostermann trat 1937 als Fahnenjunker in die Luftwaffe ein, wo er noch vor Kriegsbeginn zum Leutnant befördert wurde. Seine ersten Kampfeinsätze flog er mit einer Messerschmitt Bf 110 des Zerstörergeschwaders 1 beim Überfall auf Polen.
Im März 1940 wurde er zur 1. Staffel des Jagdgeschwader 21 versetzt und erzielte am 20. Mai 1940 seinen ersten Luftsieg gegen eine französische Morane-Saulnier MS.406. Sechs Tage später erfolgte sein zweiter Luftsieg gegen eine französische Curtiss P-40. Die I. Gruppe des Geschwaders, zu der auch Ostermanns Staffel gehörte, wurde am 15. Juni 1940 in III. Gruppe des Jagdgeschwader 54 umbenannt. Während der Luftschlacht um England gelang ihm der Abschuss von fünf britischen Supermarine Spitfire und einer Hawker Hurricane. Am ersten Tag des Balkanfeldzugs erzielte er mit dem Abschuss einer jugoslawischen Messerschmitt Bf 109E über Belgrad seinen vorerst letzten Luftsieg.
Mit Beginn des Unternehmens Barbarossa wurde er mit seinem Jagdgeschwader im Bereich der Heeresgruppe Nord eingesetzt, wo seine Abschusszahlen schnell zunahmen. In dieser Zeit entwickelte Ostermann auch die Idee der Jagdeinsätze weit im feindlichen Hinterland, für die er später bekannt wurde, und wurde ein Experte im Kurvenkampf. Am 4. September 1941 erhielt er für seinen 29. bestätigten Luftsieg das Ritterkreuz des Eisernen Kreuzes und wurde zum Oberleutnant befördert. Am 1. Februar 1942 erzielte Ostermann seinen 60. Abschuss und wurde dafür mit dem Eichenlaub zum Ritterkreuz ausgezeichnet. Gleichzeitig wurde er zum Staffelkapitän der 8. Staffel des Jagdgeschwader 54 ernannt. Am 12. Mai 1942 errang er seinen 100. Luftsieg, wurde jedoch selbst mit seiner Messerschmitt Bf 109 F-4 abgeschossen und stieg schwer verwundet mit dem Fallschirm aus. Nach einer Notoperation in einem Feldlazarett wurde er fünf Tage später für seine Leistungen mit den Schwertern zum Ritterkreuz mit Eichenlaub sowie dem Verwundetenabzeichen in Schwarz ausgezeichnet. Anfang August 1942 kehrte Ostermann wieder als Staffelkapitän zu seiner Einheit zurück und schoss mit seiner Messerschmitt Bf 109 G-2 am 8. August das 101. Feindflugzeug ab.
Nur einen Tag später griff Ostermann eine Übermacht sowjetischer Jagdflugzeuge nördlich von Welikije Luki an, erzielte seinen 102. Luftsieg, wurde danach selbst westlich von Amossowo (in der Nähe des Ilmensees) abgeschossen.
Nach dem Absprung mit dem Fallschirm wurde Ostermann durch sowjetische Soldaten gefangen genommen und als er sich weigerte seine Orden abzulegen zu Tode geprügelt.

## Auszeichnungen
- Eisernes Kreuz (1939) II. und I. Klasse
- Verwundetenabzeichen (1939) in Schwarz
- Flugzeugführerabzeichen
- Frontflugspange für Jagdverbände in Gold mit Anhänger "Einsatzzahl 300"
- Ritterkreuz des Eisernen Kreuzes mit Eichenlaub und Schwertern[1]
  - Ritterkreuz am 4. September 1941
  - Eichenlaub am 12. März 1942 (81. Verleihung)
  - Schwerter am 17. Mai 1942 (10. Verleihung)
- Viermalige Nennung im Wehrmachtbericht